# ASAP (STAYC의 노래)
"ASAP"은 대한민국의 걸 그룹 STAYC의 두 번째 싱글 음반 "STAYDOM"에 수록된 곡이다. 2021년 4월 8일 하이업엔터테인먼트에서 리드 싱글로 발매되었다. 블랙아이드필승과 전군이 작사, 작곡했으며, 라도가 편곡했다.

## 배경 및 발매
2021년 3월 24일, 하이업엔터테인먼트는 STAYC가 4월 8일에 두 번째 싱글 음반 《STAYDOM》을 발매할 것이라고 발표했다. 3월 25일에는 프로모션 일정이 공개되었다. 3월 27일에는 싱글 음반의 트랙리스트가 공개되었고, "ASAP"이 리드 싱글로 발표되었다. 4월 2일에는 하이라이트 메들리 티저 영상이 공개되었다. 4월 6일에는 곡 안무의 일부를 보여주는 티저 영상이 공개되었다. 4월 7일에는 뮤직 비디오 티저가 공개되었다. 뮤직 비디오와 함께 4월 8일 곡이 발매되었다.

## 작곡
"ASAP"은 블랙아이드필승과 전군이 작사, 작곡했으며, 라도가 편곡했다. 음악적으로 NME에 의해 "귀여운 버블검 팝 프로덕션과 관능적인 여름 잼 사이에 갇힌" 것으로 묘사되었다. "ASAP"은 다장조의 조로 작곡되었으며, 템포는 분당 132박자이다.

## 상업적 성과
"ASAP"은 대한민국 가온 디지털 차트 2021년 4월 11일~17일자 차트에서 108위로 데뷔했다. 2021년 6월 6일~12일자 차트에서 9위로 상승했다. 빌보드 K-pop 핫 100 2021년 4월 24일자 차트에서 70위로 데뷔했다. 2021년 5월 29일자 차트에서 9위로 상승했다.

## 홍보
싱글 음반 발매 전인 2021년 4월 8일, STAYC는 V LIVE에서 싱글 음반과 "ASAP"을 포함한 수록곡을 소개하는 "STAYC (스테이씨) The 2nd Single Album [STAYDOM] Showcase" 라이브 이벤트를 개최했다. 싱글 음반 발매 후, 그룹은 5개의 음악 프로그램에서 "ASAP"을 공연했다. KBS2의 뮤직뱅크에서는 4월 9일부터 4월 30일까지 매주 목요일, SBS의 인기가요에서는 4월 11일부터 5월 2일까지 매주 일요일, SBS MTV의 더 쇼에서는 4월 13일과 20일, MBC의 쇼! 음악중심에서는 4월 17일과 5월 1일, 그리고 MBC M의 쇼 챔피언에서는 4월 21일에 공연했다.

## 수상
"ASAP"은 2022년 제36회 골든 디스크 어워즈에서 디지털 음원 본상 수상곡 중 하나였다. 또한 Mnet 아시안 뮤직 어워드에서 2021 Mnet 아시안 뮤직 어워드의 베스트 댄스 퍼포먼스 - 여자 그룹 부문, 2022년 한국대중음악상의 최우수 케이팝 노래 부문에 후보로 올랐다. 빌보드(22위), NME(19위), 타임(비순위)에 의해 2021년 최고의 K-팝 노래 중 하나로 선정되었다.

## 크레딧 및 참여 인원
크레딧은 멜론을 참고했다.
스튜디오
- 잉그리드 스튜디오 – 녹음, 디지털 편집
- 코코 사운드 스튜디오 – 믹싱
- 메트로폴리스 마스터링 스튜디오 – 마스터링

참여 인원
- STAYC – 보컬, 배경 보컬
- 블랙아이드필승 – 작사, 작곡
- 전군 – 작사, 작곡
- 라도 – 편곡, 베이스, 건반
- 정은경 – 녹음, 디지털 편집
- 김수정 – 녹음
- 고현정 – 믹싱
- 김준상 – 믹싱 (어시스턴트)
- 정기운 – 믹싱 (어시스턴트)
- 임민우 – 믹싱 (어시스턴트)
- 스튜어트 호크스 – 마스터링

## 차트
| 차트 (2021)             | 최고 순위 |
| ----------------------- | --------- |
| 대한민국 (가온)         | 9         |
| 대한민국 (K-pop 핫 100) | 9         |

| 차트 (2021)             | 최고 순위 |
| ----------------------- | --------- |
| 대한민국 (가온)         | 8         |
| 대한민국 (K-pop 핫 100) | 10        |

| 차트            | 순위 |
| --------------- | ---- |
| 대한민국 (가온) | 28   |

| 차트            | 최고 순위 |
| --------------- | --------- |
| 대한민국 (써클) | 171       |

## 인증
| 국가                        | 인증     | 판매량/출하량 |
| --------------------------- | -------- | ------------- |
| 대한민국 (KMCA)             | 플래티넘 | 100,000,000   |
| 스트리밍을 기반으로 한 인증 |          |               |

## 발매 기록
| 지역      | 날짜           | 형식                     | 레이블                    | Ref.  |
| --------- | -------------- | ------------------------ | ------------------------- | ----- |
| 여러 지역 | 2021년 4월 8일 | 디지털 다운로드 스트리밍 | 하이업엔터테인먼트 카카오 | [ 8 ] |